# Сепаратор
Сепара́тор (англ. separator «разделитель» от лат. separo) — техническое устройство, аппарат, определённая часть или деталь, производящие разделение неоднородных (гетерогенных) систем, смесей материалов, их компонентов, а также деталей механизмов. Различные виды сепараторов широко применяются во многих отраслях промышленности, транспорта, сельского хозяйства и в быту.

## История
Исторически первыми, но сохранившими своё значение до современности, видимо, были механические сепараторы — различные виды сит для просеивания зерна, муки, соли, песка и других материалов. Использование жидкости, в первую очередь воды, для разделения материалов (например, при золотодобыче) также известно с давних времён. В этих прототипах современных устройств использовались возможности гравитации и энергии человека. С развитием промышленного производства размеры, энергетические и эксплуатационные параметры механических сепараторов повышались, и в современности они представляют собой высокопроизводительные специализированные агрегаты. Но в современном мире сохраняют свою полезность и ручные сепараторы, примером которых может служить сито для муки.
Развитие экономики и техники, резко ускорившееся в XIX веке, потребовало вовлечения новых источников энергии и создания инновационных механизмов для ускорения процессов и организации массового промышленного производства. В использовании механических сепараторов сначала стала использоваться энергия пара, а затем и электроэнергия.
Одним из важных массовых процессов переработки молока является концентрирование и выделение молочного жира, производство сливок и сливочного масла. Механическое сбивание не обеспечивало необходимой производительности; одним из лиц создания современных сепараторов для эмульсий, стал шведский учёный Густаф де Лаваль. В 1878 году он получил патент на роторный сепаратор и открыл специализированное производство.

## Сепарация
В процессе работы любого сепаратора не происходит изменения химического состава разделяемых веществ.
Качество, отличающие продукты, прошедшие через процесс сепарации, не обязательно должно совпадать с признаками, по которым разделяют смесь в сепараторах. В работе сепаратора принимает участие множество отдельных мелких частиц, среди которых встречаются частицы с промежуточными свойствами по отношению к необходимым признакам. Из исходной смеси после промышленных сепараций получаются не абсолютно чистые фракции разделяемых компонентов, а только продукты с преобладающим их содержанием.

## Виды сепараторов

### По способам сепарации
Сепараторы различных видов используют множество разнообразных способов сепарации, основанных на разнице в качественных характеристиках компонентов в смеси: в размерах твёрдых частиц, в их массе, форме, плотности, коэффициенте трения, прочности, упругости, смачиваемости поверхности, магнитной восприимчивости, электропроводности, радиоактивности и других.

### По принципу действия
Сепараторы по принципу действия можно разделить на центробежные, центробежно-вихревые, центрифужные, прессо-шнековые, вибрационные и отстойные.
Центробежные сепараторы в свою очередь разделяются на саморазгружающиеся сепараторы, сопловые сепараторы и сепараторы со сплошной оболочкой барабана. Центробежно-вихревые сепараторы работают на использовании силы самого потока воздуха (газов). Сепарация осуществляется за счёт действия сепарационного пакета, который направляет газожидкостный поток таким образом, что созданный вихревой эффект отбрасывает из среды газа на стенки сосуда капельную влагу и механические примеси. Данный способ является самым эффективным методом очистки газа (воздуха) от влаги и механических примесей без использования фильтрующих элементов.
Все центрифужные сепараторы работают по принципу вращения барабана под большой центробежной силой, в тысячи раз больше силы тяжести. Сепарация и седиментация происходят непрерывно и быстро. Сепараторы приводятся в действие при помощи электродвигателя двумя способами в современном виде:
1. Через муфту-вал червячного колеса-червяк-червячное колесо-вал барабана. Барабан монтируется на валу и вращается с более высокой скоростью чем муфта электродвигателя;
2. Через приводной плоский ремень соединяющую прямым образом муфту электродвигателя и муфту вала, на которую монтируется барабан сепаратора.

Сепарация в прессо-шнековых сепараторах представляет собой процесс из просеивания, фильтрации и прессования.
Шнек вращается в цилиндрическом сите, сито может иметь размер ячеек от 0,1 до 1,0 мм. Первичное вещество подаётся в рабочую часть сепаратора. В сите из частичек, имеющих размер бо́льший, чем размер ячейки сита, создаётся фильтрующий слой, который задерживает более мелкие частицы в жидкости. Лопасти шнека продвигают твёрдые частицы к выпускному отверстию. Поверхность сита очищается и на нём образуется новый фильтрующий слой. Лопасти шнека очищают сито при каждом вращении и продвигают твёрдые массы к выпускному отверстию. Где твёрдые массы под давлением шнека обезвоживаются и спрессовываются в твёрдое вещество. Давление в первой части сита низкое, но оно увеличивается по мере возрастания концентрации твёрдых веществ в выходящем продукте. Сила трения твёрдой заглушки в цилиндрическом раструбе и двойной заслонки регулятора выходного отверстия создаёт противодавление.

### По сфере использования
Также аппараты для сепарации различают по сфере использования: встречаются сепараторы, которые можно использовать исключительно на пищевых производствах, либо в процессах разделения сельскохозяйственных продуктов или только для сепарации медицинских препаратов.
Встречаются и сепараторы общего использования, которые можно использовать для широкого круга задач.
Существуют также газожидкостные сепараторы, предназначенные для разделения газожидкостного потока, которые используются в нефтяной и газовой промышленности.

## Использование

### Сельское хозяйство
При сборе зерна образовывается смесь из зёрен, шелухи, стеблей, листьев, а также различного природного и андрогенного мусора[прояснить]. Для очистки производимого продукта (например, муки) применяется воздушные, центробежные и вибрационные виды сепараторов.
Для очистки зерна и подготовки семян применяются воздушные, воздушно-решетные, барабанные сепараторы.
Воздушно-решетные сепараторы предназначены для предварительной, первичной (продовольственной) и вторичной (семенной) очистки, обработки и сортировки зерновых, зернобобовых, масличных, травянистых и других культур с делением отходов на несколько фракций.
Барабанные сепараторы имеют принцип вращающихся барабанов, увеличивающих рабочую поверхность очистки, и высокоэффективная аспирационная система позволяют очистителям барабанного типа выполнять операции предварительной очистки- аспирации (удаление лёгких примесей) и триерной очистки и калибровки всех видов зерновых, зернобобовых, технических и масличных культур.
Барабанные сепараторы состоят из секций, каждая из которых может использоваться как для просеивания, так и для снятия крупных фракций сходом, а также может выполнять обе функции одновременно.

### Животноводство
Прессо-шнековый сепаратор используется в животноводстве для разделения навоза. Неразделённый навоз загрязняет окружающую среду, бродит, выделяет метан и неудобен как при хранении, так и при транспортировке. Для безопасного использования неразделённого навоза в качестве органического удобрения он должен отстаиваться более 12 месяцев. После разделения навоза на фракции (твёрдую и жидкую) допускается внесение в почву через 6 месяцев. В процессе хранения прошедшего через процесс сепарации навоза не происходит процесс его брожения, вследствие чего ограничивается выделение вредных веществ. Транспортировка фракций облегчается, так как для транспортировки твёрдой фракции возникает необходимость в прицепе или средстве передвижения, в то время как жидкая фракция может перекачиваться по трубам.

### Пищевая промышленность

#### Молочная промышленность
При производстве сливок, обезжиренного молока и других молочных продуктов возникает проблема разделения белков, жиров и жидких компонентов молока, для чего используется пищевые сепараторы. Помимо этого они используются для отделения сливок от молока, творога от сыворотки и прочих веществ.

#### Производство спирта
При производстве спирта каждый спиртзавод, в качестве отходов, вырабатывает огромное количество барды от 300 м³/сутки. Спиртовая барда, отправляемая в отстойники и на поля фильтрации, является серьёзной проблемой, загрязняя окружающую среду. Многие страны в законодательном порядке запрещают эксплуатацию заводов и фабрик, производящих спирт, если на предприятии не решён вопрос с утилизацией спиртовой/послеспиртовой барды. Прессо-шнековый сепаратор способен справиться с этой проблемой. Спиртовая барда, поданная на сепаратор разделяется на твёрдую фракцию (кек) и на жидкую фракцию (фугат). Твёрдая фракция используется для корма животных в чистом виде либо отправляется на производство комбикормов.

### Обогащение полезных ископаемых
Для обогащения и очищения руды от пустой и ненужной породы используются различные сепараторы.
Для металлической руды подходит электрическая, магнитная и химическая сепарации.
- Магнитный сепаратор — устройство для отделения магнитных материалов (железо, чугун) от немагнитных.

Сепаратор для обогащения бедных урановых руд/изотопов (см. Аэродинамическая сепарация):
- Радиометрический сепаратор[2]
- Электромагнитный сепаратор
- Газонаполненный сепаратор[3]

### Медицина
При изготовлении фармакологических препаратов применяются разнообразные аппараты для очищения от побочных продуктов производства. Также сепарация используется для разделения биологического материала (крови, лимфы и др.) на различные фракции.

### Холодильные системы
Маслоотделители. Масло в холодильных системах постоянно находится в контакте с хладагентом, уносится с ним из компрессора в нагнетательный трубопровод и разносится по всей системе. Если масло растворяется в хладагенте, то, прежде всего, необходимо предотвращать его попадание в теплообменные аппараты. Для этой цели на нагнетательной линии компрессора устанавливают маслоотделитель, в нижней части которого оседают капельки масла.
Отделители жидкости. Главная задача отделителя жидкости состоит в том, чтобы хладагент в компрессор попадал только в виде паров. Этот узел необходим не только во всех установках с затопленными испарителями, но и в установках, снабжённых испарителями с перегревом, для предотвращения накопления хладагента в жидкой фазе на линии всасывания. Кроме функции разделения жидкой и паровой фаз отделитель жидкости обеспечивает возврат масла в компрессор. Таким образом, применение отделителя жидкости обеспечивает защиту от влажного хода компрессора и гидроударов, гарантирует механическую исправность компрессора и бесперебойную работу всей холодильной установки.

### Морской транспорт
На морских судах сепараторы используют для следующих целей:
- Сепараторы топлива — для очистки топлива перед подачей его в двигатель от воды и других ненужных примесей;
- Сепараторы масла — для очистки масла в системах смазки двигателей от металлических частиц, попадающих в масло при циркуляции его в двигателях;

### Прочее
- Сепаратор льяльных вод — для удаления нефти из льяльных вод перед откаткой их за борт.

- МГД-сепаратор — устройство для отделения частиц с проводимостью, отличной от проводимости среды, с помощью МГД-процессов
- Гравитационный — сепаратор используется для разделения любых видов ядер и гранулированных продуктов аналогичного размера, но разного веса.